# Зубенко, Владимир Фёдорович
Владимир Фёдорович Зубенко (укр. Володимир Федорович Зубенко; 1928—2007, Киев, Украина) — советский и украинский учёный в области агрономии, доктор сельскохозяйственных наук (1977), профессор (1979), академик ВАСХНИЛ (1988) и УААН (1991).

## Биография
Родился 23 июля 1928 года в селе Павловщина, Черкасской области, Украинской ССР.
С 1948 по 1953 год обучался в Киевском государственном сельскохозяйственном институте.
С 1952 по 1955 год на научно-практической работе на Драбовском опытном поле в качестве младшего и старшего научного сотрудника. С 1955 по 1958 год на научно-практической работе на Чарторийском опытном поле в должности директора этого поля. С 1958 по 1965 год на научной работе в Житомирской государственной сельскохозяйственной опытной станции в качестве заместителя директора и директора этой опытной станции.
С 1965 по 1970 год работал в центральном аппарате Министерства сельского хозяйства Украинской ССР: с 1965 по 1968 год — начальник Главного управления сельскохозяйственных наук, с 1968 по 1970 год — заместитель министра сельского хозяйства Украинской ССР. С 1970 по 1978 год — директор ВНИИ сахарной свёклы УААН.
С 1978 по 1992 год — генеральный директор НПО «Сахсвекла», одновременно с 1981 по 1986 год — заведующий отделом земледелия и руководитель селекционного центра, с 1986 по 1992 год — заведующий отделом биотехнологии этого научно-производственного объединения. С 1993 по 1998 год — директор НПА «Стевия».
С 1998 по 2007 год на научно-исследовательской работе в Институте сахарной свёклы НААНУ: с 1998 по 2000 год — заведующий лаборатории стевии, с 2000 по 2007 год — главный научный сотрудник этого института.

### Научно-педагогическая деятельность и вклад в науку
Основная научно-педагогическая деятельность В. Ф. Зубенко была связана с вопросами в области агрономии и свекловедения, занимался исследованиями в области вопросов взаимодействия основных элементов системы земледелия и их влияния на продуктивность культур и плодородие почв, а также вопросов систем удобрения, обработки почвы и полевых севооборотов. В. Ф. Зубенко был руководителем работ по созданию новейших высокопродуктивных сортов и гибридов сахароносных культур, а также разработки и внедрения в практику интенсивной технологии возделывания сахарной свёклы.
В 1957 году защитил кандидатскую диссертацию по теме: «Место кукурузы в зерно-свекловичных севооборотах западной части Левобережья лесостепи Украинской ССР», в 1977 году защитил докторскую диссертацию на соискание учёной степени доктор сельскохозяйственных наук. В 1979 году ВАК СССР ему было присвоено учёное звание профессор. В 1988 году был избран действительным членом ВАСХНИЛ, а в 1991 году — УААН. В. Ф. Зубенко было написано более двухсот научных работ в том числе монографий и учебников.

## Основные труды
- Место кукурузы в зерно-свекловичных севооборотах западной части Левобережья лесостепи Украинской ССР. — Любар, 1957. — 115 с.
- Севообороты в интенсивном земледелии Центрального Полесья Украины. — Киев, 1972. — 391 с.
- Свекловодство / В. А. Петров, В. Ф. Зубенко. — М. : Колос, 1981. — 302 с.
- Селекция, семеноводство, агротехника сахарной свёклы в условиях неустойчивого увлажнения Правобережья Лесостепи УССР : (Сб. науч. тр.) / внии сах. свёклы; Редкол.: В. Ф. Зубенко (отв. ред.) и др. — Киев : ВНИС, 1981. — 173 с.
- Индустриальная технология возделывания сахарной свёклы / Науч.-произв. об-ние «Сахсвекла»; Разраб. В. Ф. Зубенко и др. — М. : Колос, 1982. — 47 с.
- Селекция и агротехника сахарной свёклы на Северном Кавказе [Текст] : сборник научных трудов / ВНИИ сахарной свёклы; редкол.: Зубенко В. Ф. (отв. ред.) и др. — Киев : ВНИС, 1982. — 179 с.
- Биологические основы повышения продуктивности сахарной свёклы : (Тез. второго Всесоюз. координац. науч.-метод. совещ. по физиологии, биохимии и культуре тканей сах. свёклы, 19-20 июля 1983 г.) / Редкол.: В. Ф. Зубенко (отв. ред.) и др.]. — Киев : Б. и., 1983. — 105 с.
- Физиологические основы повышения продуктивности сахарной свёклы : (Сб. науч. тр.) / ВНИИ сах. свёклы; Редкол.: В. Ф. Зубенко (отв. ред.) и др. — Киев : ВНИС, 1983. — 174 с.
- Трудовой подвиг пятисотниц : О стахановках свекловичницах Городищ. района Черкас. обл. М. С. Демченко, М. В. Гнатенко и их последователях / В. Ф. Зубенко, Е. И. Норица; Лит. запись И. Д. Бердника; Вступ. ст. А. Н. Ткаченко. — Киев : Урожай, 1985. — 136 с.
- Биотехнологические методы в селекции сахарной свёклы : Сб. науч. тр. / ВАСХНИЛ; Редкол.: В. Ф. Зубенко (отв. ред.) и др. — М. : Агропромиздат, 1989. — 62 с. ISBN 5-10-001338-9
- Свекловодство / В. А. Петров, В. Ф. Зубенко. — 2-е изд., перераб. и доп. — М. : Агропромиздат, 1991. — 189 с. ISBN 5-10-001710-4[3]

## Награды
- Орден Трудового Красного Знамени (1971)
- Медаль «За трудовую доблесть» (1968)
- Медаль «В ознаменование 100-летия со дня рождения Владимира Ильича Ленина» (1970)[1]